# Daniel Mora
Daniel Emiliano Mora Zevallos (Callao, 18 de febrero de 1945) es un militar en retiro y político peruano. Fue ministro de Defensa durante el gobierno de Ollanta Humala y congresista de la República en el período 2011-2016.

## Biografía
Tras abrazar la carrera militar, en 1967 se graduó como oficial del Ejército con especialidad en ingeniería en la Escuela Militar de Chorrillos. Realizó estudios en aplicación en Ingeniería Militar en la École d´application du Génie, en Angers, Francia, en 1972-1973. También siguió cursos de administración de la educación en la Universidad de Lima (1985-1986) y de derecho internacional humanitario en el Instituto Internacional de Derecho Humanitario en Italia en 1998. Fue profesor en la Academia Política de Chile entre 1976 y 1980.
Fue representante del Perú en la declaración de Itamaraty, tras la guerra del Cenepa con Ecuador en 1995.

## Carrera política
Su primera participación en la política fue en las elecciones generales del 2000 como candidato al Congreso por el partido Somos Perú de Alberto Andrade, sin embargo, no resultó elegido.
A fines del años 2000, se inscribió al partido Perú Posible de Alejandro Toledo y fue jefe nacional de comandos de personeros (2000-2001), secretario nacional de ética y disciplina  (2002-2005), de organización (2005-2007) y de política (2007-2009).
Durante el gobierno de Toledo, ocupó los cargos de Secretario General del Ministerio de Transportes y Comunicaciones entre agosto del 2002 y enero del 2003; jefe del gabinete de asesores de dicho ministerio; presidente del Consejo Nacional de Inteligencia (CNI) entre septiembre del 2003 y marzo del 2004 y, por último, consejero presidencial en asuntos de descentralización.
En las elecciones generales del 2006, volvió a postular al Congreso en representación del Callao sin lograr tener éxito.

### Congresista de la República
Para las elecciones del 2011, Mora volvió a postular al parlamento por la Alianza Perú Posible en representación del Callao y logró ser elegido, con 15,180 votos, para el período parlamentario 2011-2016.
Como congresista fue el mayor promotor de la nueva Ley Universitaria 30220 y considerado un máximo defensor de la Superintendencia Nacional de Educación Superior Universitaria (SUNEDU).

### Ministro de Defensa
El 28 de julio del 2011, fue nombrado como ministro de Defensa por el entonces presidente Ollanta Humala en su primer gabinete ministerial liderado por Salomón Lerner.
Permaneció en el cargo hasta diciembre del 2011, donde renunció junto a otros ministros debido a la crisis del gabinete. Fue reemplazado en el cargo por Alberto Otárola.
Para las elecciones parlamentarias del 2020, volvió a postular al parlamento como miembro del Partido Morado liderado por Julio Guzmán, sin embargo, terminó renunciando a su candidatura debido a una denuncia en su contra por agresión.
En septiembre del 2020, Mora se unió al Frente Patriótico del líder etnocacerista Antauro Humala quien firmó una alianza con el partido Unión por el Perú de José Vega con miras a las elecciones generales del 2021. Sin embargo, terminó abandonando el partido a raíz de la posición de UPP en el proceso de vacancia contra Martín Vizcarra.

## Controversias

### Denuncia por Agresión
El 16 de enero, durante la candidatura de Mora como candidato del Partido Morado a las elecciones extraordinarias del 2020, se hizo público una denuncia de violencia familiar por su entonces aún esposa Lilia Jaúreguy. Mora expresó que solo fue una «discusión doméstica», además que renunciaría a su candidatura y al partido
El Jurado Nacional de Elecciones le denegó esa opción pues la fecha de dimisiones ya había expirado. El suceso tomó bastante relevancia por darse en un período de intensa violencia contra la mujer y alto índice de femincidios en el país.